# Angulomastacator
Genre
Espèce
Angulomastacator (signifiant « mâcheur tordu », en référence à la forme de sa mâchoire supérieure) est un genre éteint de dinosaures ornithopodes découvert dans la formation Aguja d'âge campanien (Crétacé supérieur), au parc national de Big Bend, Texas.
Sa seule espèce, Angulomastacator daviesi, est connue par un seul spécimen, TMM 4368161, un maxillaire partiel. Cet os est tordu à un angle d'approximativement 45° à son extrémité antérieure, avec la rangée de dents tordue pour correspondre, contrairement à tous les autres hadrosaures. Les étonnantes caractéristiques de ce maxillaire, jamais signalées par ailleurs, supportent la théorie qui veut que les dinosaures de la formation Aguja étaient endémiques. 
Angulomastacator est un membre des Lambeosaurinae, les hadrosaures à crête creuse.

## Publication originale
- (en) Jonathan R. Wagner et Thomas M. Lehman, « An enigmatic new lambeosaurine hadrosaur (Reptilia: Dinosauria) from the Upper Shale member of the Campanian Aguja Formation of Trans-Pecos Texas », Journal of Vertebrate Paleontology, SVP et Taylor & Francis, vol. 29, no 2,‎ 12 juin 2009, p. 605-611 (ISSN 0272-4634 et 1937-2809, OCLC 238100068, DOI 10.1671/039.029.0208).